# Смирнов, Дмитрий Михайлович (архитектор)
Дми́трий Миха́йлович Смирно́в (8 сентября 1985, Москва, РСФСР) — российский дизайнер, архитектор-монументалист, автор проектов Музейно-храмового комплекса «Новый Херсонес», Главного храма Вооруженных Сил Российской Федерации и Храма Новомучеников и Исповедников Церкви Русской на Лубянке .

## Биография и профессиональная деятельность
Родился в Москве 8 сентября 1985 года.
С 2003 года работает в сфере архитектуры и дизайна интерьеров, 3D-моделирования и визуализации, веб-дизайна и графического дизайна. Участвовал в разработке дизайна интерьеров декораций телепередач для центральных каналов российского телевидения, выполнял проекты частных и общественных интерьеров, концепции фасадов, разрабатывал книжную графику, авторскую мебель, участвовал в разработке декораций художника Юрия Купера. 
В 2012 году Д. Смирнов совместно с художником Юрием Купером стали победителем открытого конкурса на создание концепции Храма Новомучеников и Исповедников Церкви Русской, что на Лубянке.
Новый собор Сретенского монастыря стал первым православным храмом, построенным в стиле ар-деко. Такое авторское решение было принято с целью восстановить разорванное звено в развитии российской церковной архитектуры, прерванном в XX веке из-за религиозной политики в Советской России и СССР. Другим новаторским планировочным решением стало соединение традиционной для России внешней формы крестово-купольного храма с просторными, выполненными в светлых тонах с каменной отделкой интерьерами, характерными для позднеантичных византийских соборов. Храм Воскресения Христова и Новомучеников и Исповедников Церкви Русской был построен менее чем за 3 года и освящен в 2017 году Патриархом Кириллом в присутствии Президента России В. Путина.

Храм Воскресения Христова и Новомучеников открывает новую страницу истории искусства православного зодчества в России и в мире.— Дмитрий Швидковский, ректор Московского архитектурного института
В 2013—2016 годах по приглашению Патриаршего Совета по культуре Дмитрий Смирнов принимает участие в качестве главного дизайнера и художника в создании интерактивных исторических выставок-форумов, проходивших в Московском Манеже в рамках ежегодного форума «Православная Русь»: «Романовы» (2013), «Рюриковичи» (2014), «От великих потрясений к Великой Победе» (2015), «Россия — моя история, 1945—2016» (2016). На базе этих выставок с 2017 года началась реализация региональной программы мультимедийных исторических парков «Россия — Моя история», одним из руководителей и вдохновителей которой выступил митрополит Тихон (Шевкунов). На июнь 2021 года действует 23 исторических парка.
В 2018 году был разработан и утверждён авторский проект Дмитрия Смирнова по созданию Главного храма Вооруженных Сил в честь Воскресения Христова и высокотехнологичного музейного комплекса «Дорога памяти», инициатором строительства которых выступил министр обороны РФ Сергей Шойгу. В реализации проекта, разработанного творческим коллективом Д. Смирнова, участвовали российские деятели искусства: в качестве главного художника — Даши Намдаков (разработал основные скульптурные композиции), Василий Нестеренко (мозаики верхнего храма), Салават Щербаков (исторические барельефы), Сергей Андрияка (витражные своды верхнего храма), заслуженные художники Михаил Леонтьев и Дарья Шабалина (мозаики нижнего храма) и скульптор Виталий Шанов (северные и южные врата, Голгофа, барельефы Александра Невского и Дмитрия Донского, cкульптуры Сергия Радонежского и архангела Михаила).
Грандиозный собор посвящён 75-летию Победы в Великой Отечественной войне, а также ратным подвигам русского народа во всех войнах, и спроектирован в монументальном русском стиле. Он органично сочетает традиционные каноны храмового зодчества с современными архитектурными подходами и новыми решениями, уникальными для православного храмоздательства. Фасады и интерьер верхнего храма отделаны металлом, своды — остеклены. Образы военных подвигов русского народа — неотъемлемая составляющая творческого решения. Отличительные черты проекта — жесткая геометрия, симметричные композиции, использование геральдической символики. Уникальна по исполнению храмовая Голгофа, сочетающая витраж и скульптуру. Главная икона храма — образ Спаса Нерукотворного — написана на досках орудийного лафета XVIII века и решена в виде складня, корпус которого полностью спроектирован в трехмерном графическом редакторе. Неповторимо по своему исполнению пространство нижнего храма с купелью, художественное решение которого было вдохновлено росписью в стиле гжель.
Главный храм Вооруженных Сил, ставший третьим по величине церковным сооружением на территории России, был спроектирован и построен всего за полтора года и освящён 14 июня 2020 года.
В 2019—2021 годах под руководством Дмитрия Смирнова разработан и реализован проект музея Гаража особого назначения на ВДНХ.
В 2021—2024 годах под руководством Дмитрия Смирнова разработан и реализован проект музейно-храмового комплекса «Новый Херсонес» в Севастополе.  Возглавляемые им «Сретенские Архитектурные Мастерские» также разработали проекты Севастопольской детской школы искусств и Детского центра «Корсунь» (Севастополь) — филиала МЦД «Артек», открывшиеся в 2023 году  , а также художественный проект внешнего облика и внутреннего убранства Кафедрального Собора Святого Равноапостольного Великого Князя Владимира в Херсонесе, реализованный в 2024 году .
Музейно-храмовый комплекс «Новый Херсонес» гармонично объединил элементы греческой, византийской и современной архитектуры, общая площадь всей территории — 22,4 га, общая площадь зданий — 144 тыс. кв. м, а площадь художественных фасадов - 70 тыс. кв. м. Площадь благоустройства территории - 170 тыс. кв. м, в том числе посажено более 40 тыс. кустарников и деревьев, установлены 103 скульптурные композиции. В общую структуру комплекса вписан Свято-Владимирский собор, ставший одной из доминант всего ансамбля .

## Работы и достижения

### Проекты сакральных сооружений

#### Реализованные проекты сакральных сооружений
- Музейно-храмовый комплекс «Новый Херсонес» (Россия, Севастополь)
- Храм Новомучеников и Исповедников Церкви Русской на Лубянке (Россия, Москва)
- Главный храм Вооруженных Сил Российской Федерации (Россия, Московская область)
- Свято-Владимирский собор (Россия, Севастополь) - исторический внешний облик и внутреннее убранство
- Храм-парк в честь Святой Троицы в Новом Херсонесе (Россия, Севастополь)
- Военный духовно-просветительский центр Военного Университета Министерства обороны Российской Федерации (Россия, Московская область)
- Трапезная Сретенского монастыря (Россия, Москва)
- Интерьеры Сретенской духовной семинарии (Россия, Москва)
- Интерьеры храма в честь Святого равноапостольного великого князя Владимира в Тушино (Россия, Москва)
- Храм Иоанна Предтечи
- Храм св. Князя Владимира
- Мемориал «Александр Невский с дружиной» (Россия, Псковская область)

### Проекты музеев

#### Реализованные проекты музеев
- Музей Христианства (Россия, Севастополь)
- Музей Античности и Византии (Россия, Севастополь)
- Музей Крыма и Новороссии (Россия, Севастополь)
- Система мультимедийных исторических парков «Россия — Моя история» (Россия)
- Музейный комплекс «Дорога памяти» (Россия, Московская область)
- Музей Гаража особого назначения (Россия, Москва)
- Мультимедийная экспозиция музейно-выставочного центра «Ганина Яма» (Россия, Свердловская область)[14]

### Проекты выставок

#### Реализованные проекты выставок
- Интерактивная выставка-форум «Православная Русь. Романовы» (Россия, Москва)
- Церковно-общественная выставка-форум «Православная Русь — к Дню народного единства. Моя история. Рюриковичи» (Россия, Москва)
- Выставка-форум «Православная Русь. Моя история. От великих потрясений к Великой Победе» (Россия, Москва)
- Выставка «Россия — моя история. 1945—2016» (Россия, Москва)
- Выставка «Россия, устремленная в будущее» (Россия, Москва)[15]
- Мультимедийная выставка «Новомученики и исповедники Церкви Русской» (Франция, Париж)[16]
- Мультимедийная выставка «Новомученики и исповедники Церкви Русской» (Италия, Сиракузы)[17]
- Мультимедийная выставка «Новомученики и исповедники Церкви Русской» (Италия, Рим)[18]
- Выставка «Современная русская православная архитектура» (Италия, Венеция)[19]

## Награды
- Орден Почёта (21 августа 2020 года) — за большой вклад в организацию и проведение социально важных, общественно значимых мероприятий[20] (основание — создание Патриаршего Собора Русской Православной церкви во имя Воскресения Христова Главного храма Вооруженных сил РФ).
- Премия Правительства Российской Федерации в области культуры — главному дизайнеру проекта, - за цикл выставок в рамках культурно-просветительского проекта «Моя история» [21]
- Премия Министерства обороны Российской Федерации в области культуры и искусства — в номинации «Музейное дело» за создание музейного комплекса «Дорога памяти» [22]
- Почетная грамота Государственной Думы Федерального Собрания Российской Федерации (за активную общественную деятельность)
- Орден Сретенского монастыря (за Храм Новомучеников и Исповедников Церкви Русской на Лубянке)
- Медаль Российской Академии художеств (за создание Патриаршего Собора Русской Православной церкви во имя Воскресения Христова Главного храма Вооруженных сил РФ)
- Орден Русской Православной Церкви преподобного Андрея Иконописца I степени (за создание Патриаршего Собора Русской Православной церкви во имя Воскресения Христова Главного храма Вооруженных сил РФ)
- Премия Федеральной службы охраны Российской Федерации в области литературы, искусства, науки и техники «Золотой мерлон» (за проект Музея Гаража особого назначения)
- Премия «Золотой знак» Международного архитектурного фестиваля «Зодчество» (в составе авторского коллектива Главного храма Вооруженных сил РФ)
- Архиерейская грамота в благодарность за труды на благо Церкви Христовой и Свято-Успенского Псково-Печерского монастыря